# Obscura
Obscura – niemiecka grupa wykonująca muzykę z pogranicza technical death metalu i metalu progresywnego. Zespół powstał w 2002 roku w Monachium z inicjatywy gitarzysty Steffena Kummerera i perkusisty Jonasa Baumgartla. Za nazwę posłużył tytuł albumu formacji Gorguts pt. Obscura (1998). Do 2011 roku kwartet Obscura nagrał trzy albumy studyjne pozytywnie oceniane zarówno przez krytyków jak i publiczność. Formacja zwróciła na siebie uwagę złożonością wykonywanej muzyki, a także wirtuozerską grą poszczególnych członków zespołu.

## Historia

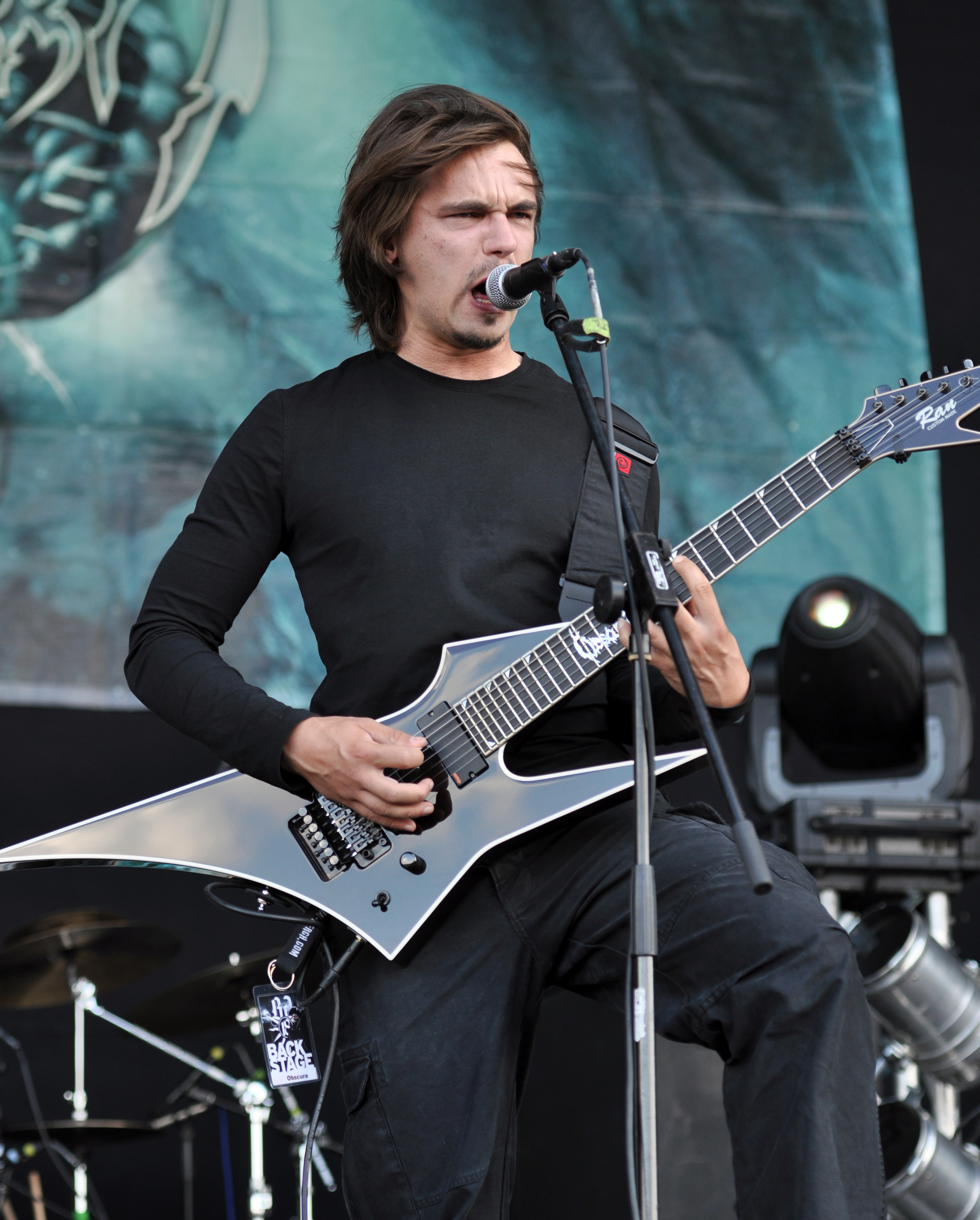
Steffen Kummerer podczas koncertu na festiwalu Party.San Open Air w 2013 roku

Zespół powstał w 2002 roku w Monachium z inicjatywy gitarzysty Steffena Kummerera i perkusisty Jonasa Baumgartla. Początkowo formacja funkcjonowała pod nazwą Illegimitation. Wkrótce potem skład uzupełnili: basista i wokalista Martin Ketzer i gitarzysta Armin Seitz. Rok później grupa dała szereg koncertów oraz zrealizowała debiutanckie demo we współpracy z V. Santurą z grupy Dark Fortress. W 2004 roku w trakcie przygotowań do realizacji debiutanckiego albumu zespół opuścił Ketzer i Seitz.
Pierwszy album kwartetu zatytułowany Retribution zespół wydał samodzielnie jeszcze w 2004 roku. Na płycie gościnnie wystąpili wokalista V. Santura z grupy Dark Fortress, gitarzyści Matthias Röderer i Thorsten Bauer – członkowie zespołu Atrocity, a także basista Martl Bauer. W 2006 roku debiut został wznowiony przez firmę Vots Records. Tego samego roku, nagrania były promowane podczas europejskiej trasy koncertowej wraz z amerykańskim zespołem Suffocation. Rok później grupa odbyła jako headliner pierwszą trasę w Europie południowo-wschodniej.
Na początku 2008 roku funkcję drugiego gitarzysty objął Christian Muenzner. We wrześniu tego samego roku muzycy podpisali kontrakt wydawniczy z firmą Relapse Records. W 2009 roku ukazał się drugi album studyjny formacji zatytułowany Cosmogenesis. Album zadebiutował na 71. miejscu listy Billboard Top Heatseekers w Stanach Zjednoczonych sprzedając się w nakładzie 900 egzemplarzy w przeciągu tygodnia od dnia premiery. Gościnnie w nagraniach wziął udział wirtuoz gitary – Ron Jarzombek znany z występów w grupach Watchtower i Blotted Science. Wydawnictwo było promowane m.in. podczas pierwszej trasy koncertowej kwartetu w Stanach Zjednoczonych. Muzycy poprzedzali występy prokursorów death metalu Cannibal Corpse. W ramach promocji do utworu "Anticosmic Overload" został zrealizowany teledysk w reżyserii Christopha Harrera i Steffena Kummerera.
W 2010 roku podczas japońskiej trasy koncertowej niedysponowanego Thesselinga zastąpił utytułowany amerykański basista Steve DiGiorgio znany m.in. z występów w grupach Death i Iced Earth. 29 marca 2011 roku został wydany trzeci album grupy pt. Omnivium. Okładkę wydawnictwa oraz oprawę graficzną przygotował Orion Landau – artysta znany m.in. ze współpracy z grupami Origin i Dying Fetus. Na rozszerzonej edycji albumu oprócz autorskich kompozycji znalazła się interpretacja utworu "Concerto" z repertuaru Cacophony. Nagrania dotarły do 11. miejsca listy Billboard Top Heatseekers w USA sprzedając się w nakładzie 2000 egzemplarzy w przeciągu tygodnia od dnia premiery. Latem 2011 roku zespół opuścił basista Jeroen Paul Thesseling.

## Muzycy
| Obecny skład zespołu - Steffen Kummerer – gitara rytmiczna, gitara prowadząca (od 2002), wokal prowadzący (od 2004) - Linus Klausenitzer – gitara basowa (od 2011). - Sebastian Lanser – perkusja, instrumenty perkusyjne (od 2014) - Rafael Trujillo – gitara rytmiczna, gitara prowadząca (od 2015) Muzycy koncertowi - Seraph – perkusja, instrumenty perkusyjne (2007) - Jacob Schmidt – gitara basowa (2009, 2010, 2011) - Steve DiGiorgio – gitara basowa (2010) | Byli członkowie zespołu - Jonas Baumgartl – perkusja, instrumenty perkusyjne, wiolonczela (2002-2007) - Martin Ketzer – gitara basowa, wokal prowadzący (2002-2004) - Ernst "Azmo" Wurdak – gitara basowa (2004) - Andreas "Hank" Nusko – gitara basowa (2004–2005) - Gerd Pleschgatternig – gitara basowa (2005) - Jonas Fischer – gitara basowa (2005-2007) - Jeroen Paul Thesseling – gitara basowa (2007-2011) - Armin Seitz – gitara rytmiczna, gitara prowadząca (2002-2004) - Stephan Bergbauer – gitara rytmiczna, gitara prowadząca (2004) - Jürgen Zintz (zmarły) – gitara rytmiczna, gitara prowadząca (2004–2005) - Markus Lempsch – gitara rytmiczna, gitara prowadząca (2005-2007) - Johannes Rennig – gitara rytmiczna, gitara prowadząca (2007) - Christian Muenzner – gitara rytmiczna, gitara prowadząca (2008-2014) - Hannes Grossmann – perkusja, instrumenty perkusyjne (2007-2014) - Tom Geldschläger – gitara rytmiczna, gitara prowadząca (2014-2015) |

## Dyskografia

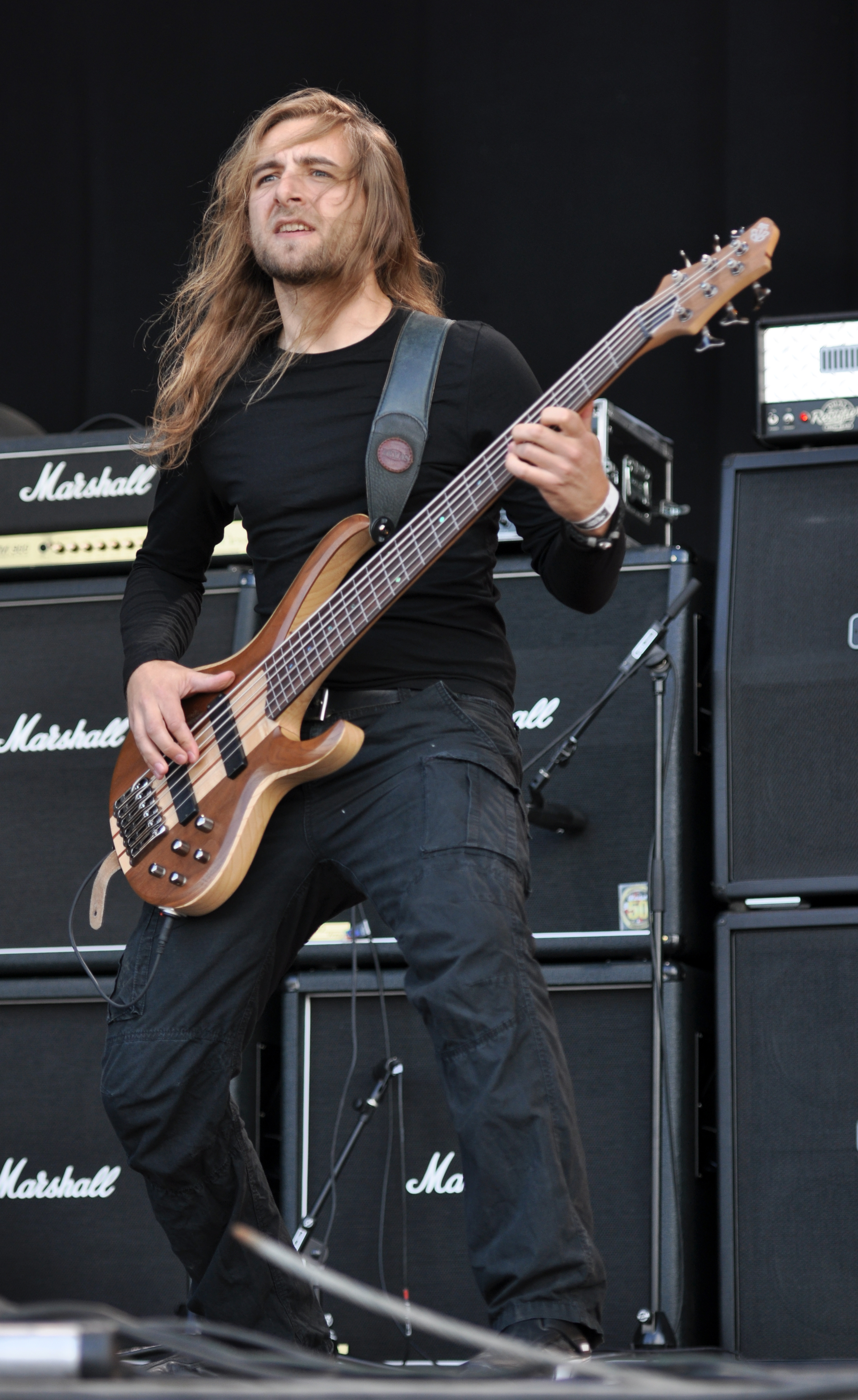
Linus Klausenitzer podczas koncertu na festiwalu Party.San Open Air w 2013 roku

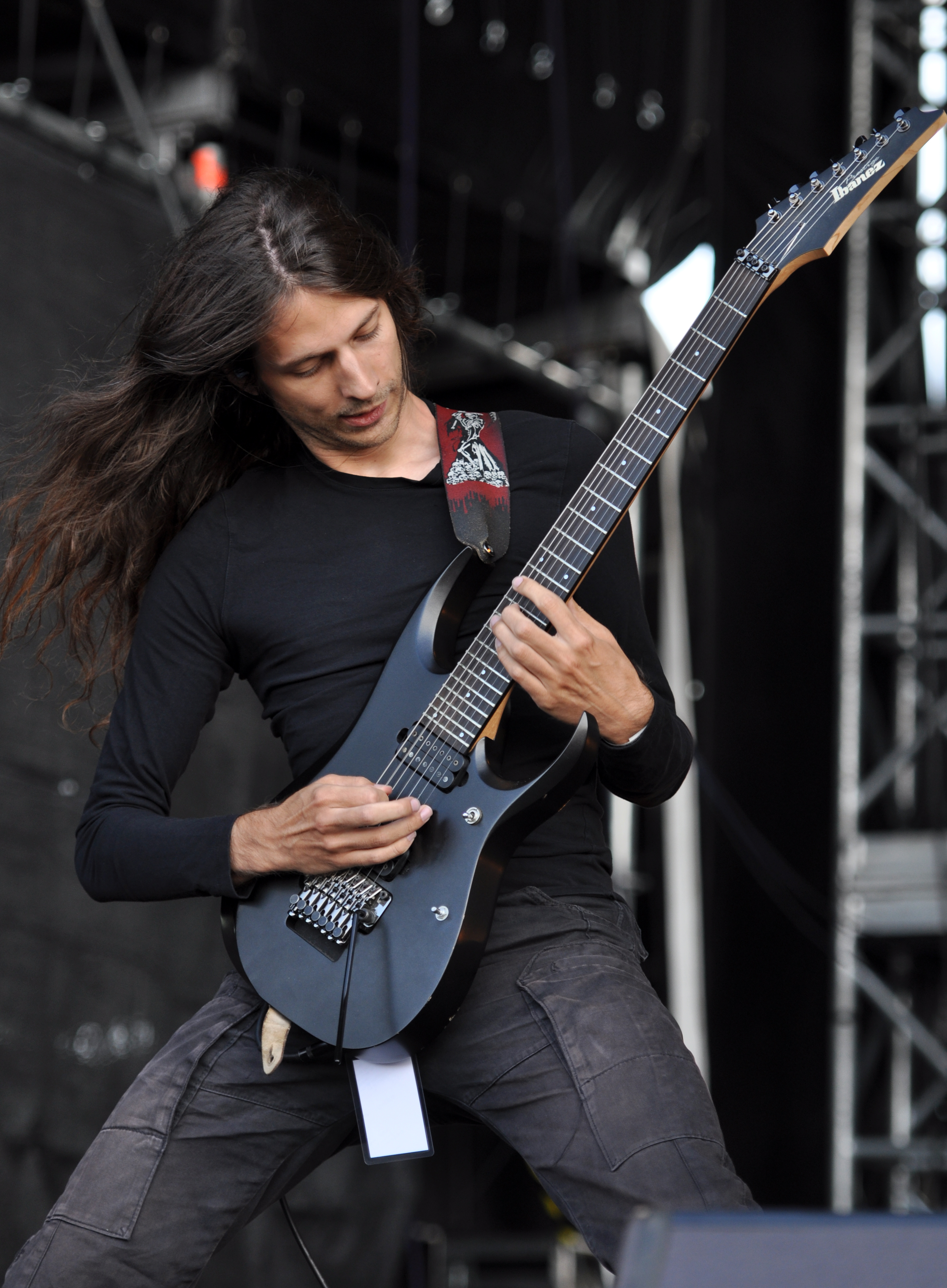
Christian Muenzner podczas koncertu na festiwalu Party.San Open Air w 2013 roku

Albumy studyjne
| Retribution                 | - Data: 2004 - Wydawca: wydanie własne            | —  | - USA: 0,5 tys.+ |
| Cosmogenesis                | - Data: 17 lutego 2009 - Wydawca: Relapse Records | —  | - USA: 0,9 tys.+ |
| Omnivium                    | - Data: 29 marca 2011 - Wydawca: Relapse Records  | 11 | - USA: 2,5 tys.+ |
| Akróasis                    | - Data: 5 lutego 2016 - Wydawca: Relapse Records  | 5  | - USA: 4,3 tys.+ |
| "—" album nie był notowany. |                                                   |    |                  |

Kompilacje
| Tytuł          | Dane dot. albumu                               |
| -------------- | ---------------------------------------------- |
| Illegimitation | - Data: 1 marca 2012 - Wydawca: wydanie własne |

## Publikacje
| Tytuł                                              | Rok  |
| -------------------------------------------------- | ---- |
| Obscura Cosmogenesis Guitar Tablature              | 2010 |
| Obscura Omnivium Official Guitar Tablature         | 2012 |
| Obscura Guitar Anthology Official Guitar Tablature | 2015 |
| Obscura Akroasis Official Guitar Tablature         | 2016 |

## Teledyski
| Tytuł                 | Rok  | Reżyseria                          | Album        | Źródło |
| --------------------- | ---- | ---------------------------------- | ------------ | ------ |
| "Anticosmic Overload" | 2009 | Christoph Harrer, Steffen Kummerer | Cosmogenesis | [ 10 ] |
| "Akróasis"            | 2015 | Steffen Kummerer                   | Akróasis     | [ 27 ] |
| "Ten Sepiroth"        | 2016 | Steffen Kummerer                   | Akróasis     | [ 28 ] |

## Nagrody i wyróżnienia
| Rok  | Kategoria                  | Tytułem      | Nagroda                 | Uwagi     | Źródło |
| ---- | -------------------------- | ------------ | ----------------------- | --------- | ------ |
| 2010 | The Best Death Metal Album | Cosmogenesis | Metal Storm Awards 2009 | 3 miejsce | [ 29 ] |